# Placidium lesdainii
Placidium lesdainii är en lavart som beskrevs av Breuss. Placidium lesdainii ingår i släktet Placidium och familjen Verrucariaceae.   Inga underarter finns listade i Catalogue of Life.